# Yumbe (district)
Yumbe is een district in het noorden van Oeganda.
Yumbe telt 253.325 inwoners.
Yumbe grenst aan Zuid-Soedan en telt onder de bevolking ongeveer 80% moslims, hetgeen binnen het overwegend christelijke Oeganda een uitzondering is.